# Packard Clipper

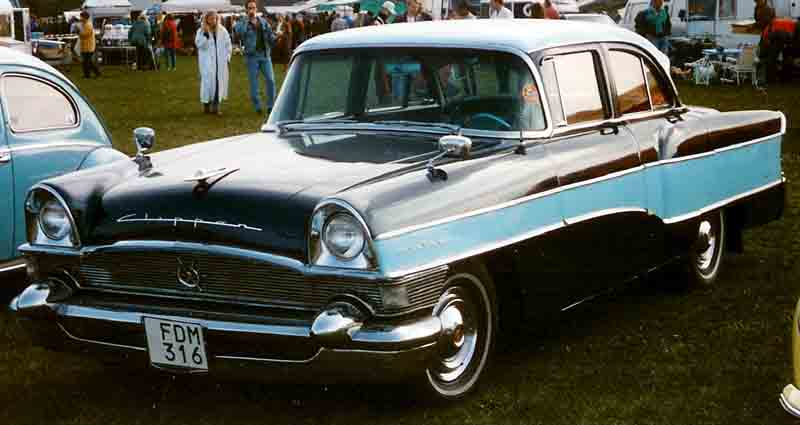
Clipper Super Touring Sedan (5642); Limousine 4 Türen (1956) in Corsican Black und Danube Blue.

Der Packard Clipper war ein PKW-Modell, das die Packard Motor Car Company von 1941 bis 1954 und die Studebaker-Packard Corporation 1955 und 1957 herstellte. Die 1956 gebauten Clipper werden als eigene Automarke und nicht als Packard-Modelle betrachtet.

## Modellreihen

### 1941 (19. Serie)

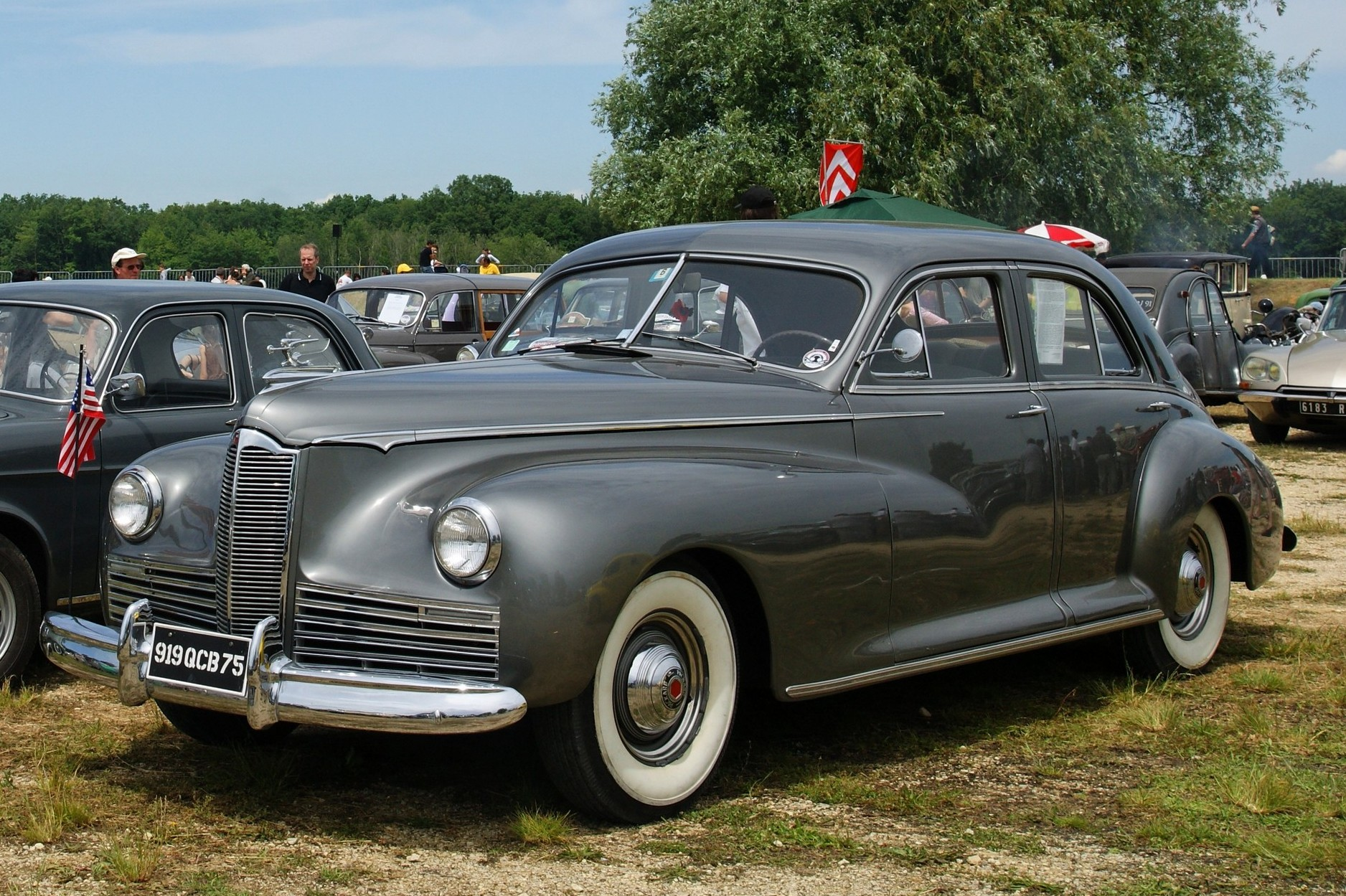
Packard Clipper 1941

Packard führte das Modell Clipper als Teil der 19. Automobil-Serie ein. Der Wagen hatte „Fade Away“-Styling, d. h. die vorderen Kotflügel liefen in die vorderen Türen aus und war mit dem Reihen-Achtzylindermotor des Packard One-Twenty bestückt, der durch eine geringfügig höhere Verdichtung von 120 bhp (89,5 kW) auf 125 bhp (93,2 kW) gebracht worden war; dieser Motor konnte auch für den One Twenty geordert werden. Das Fahrgestell war ebenfalls vom One-Twenty abgeleitet worden. Der Radstand von One-Twenty und Clipper war mit 127 Zoll (3226 mm) identisch, der Clipper war aber niedriger und breiter als die Modelle vor ihm; er war der erste Packard in Stromlinienform. In der Werbung wurde darauf hingewiesen, dass „ein normal großer Mann“ über das Dach sehen konnte. Technische Voraussetzung für die Karosserieform war ein ungewöhnliches Blechstanzteil dessen Größe und Komplexität an die Grenze des damals technisch Machbaren ging. Dieses eine Teil umfasst den oberen Teil der Motorspritzwand, die Öffnung für die zweiteilige Windschutzscheibe, das gesamte Dach und das Heckteil mit der Aussparung für den Kofferraum. Die einzige erhältliche Karosserieform (Modell 1951-1401) war ein viertüriger Touring Sedan. eine Bezeichnung, die Packard traditionell für Limousinen mit integriertem Kofferraum verwendete. Der Packard Clipper lag mit einem Listenpreis von US$ 1420 zwischen dem entsprechenden Touring Sedan der Baureihen One-Twenty und Super Eight One-Sixty.
Der Entwicklung des Designs gingen drei Entwürfe voraus; zwei von auswärts und der dritte, der schließlich gewählt wurde, vom hauseigenen Team. Howard A. Darrin, einer der externen Bewerber, behauptete jahrzehntelang, er habe einen sehr kurzfristigen aber festen Auftrag von Packard für dieses Design gehabt. Ihm seien 10.000 USD versprochen worden, wenn er binnen Wochenfrist ein verwendungsfähiges Tonmodell abliefern würde. Das habe er getan, sei aber nie dafür bezahlt worden und Packard habe einfach sein Design etwas überarbeitet und dann übernommen. Beweisen konnte Darrin diese Aussage allerdings nicht. Der Clipper wurde indes sehr gut aufgenommen und mit 16.600 Einheiten das erfolgreichste Packard-Modell des Kalenderjahrs 1941. sein Einfluss auf das US-Automobildesign wurde bald mit dem wegweisenden Cadillac Sixty Special verglichen. Tatsächlich finden sich Elemente wie „Fade Away“-Kotflügel noch Jahre später an Automobilen wie dem Rolls-Royce Silver Cloud, Daimler Conquest und Majestic oder dem Vanden Plas Princess. Der Werbespruch für den Clipper war „Skipper the Clipper!“.

### 1942 (20. Serie)

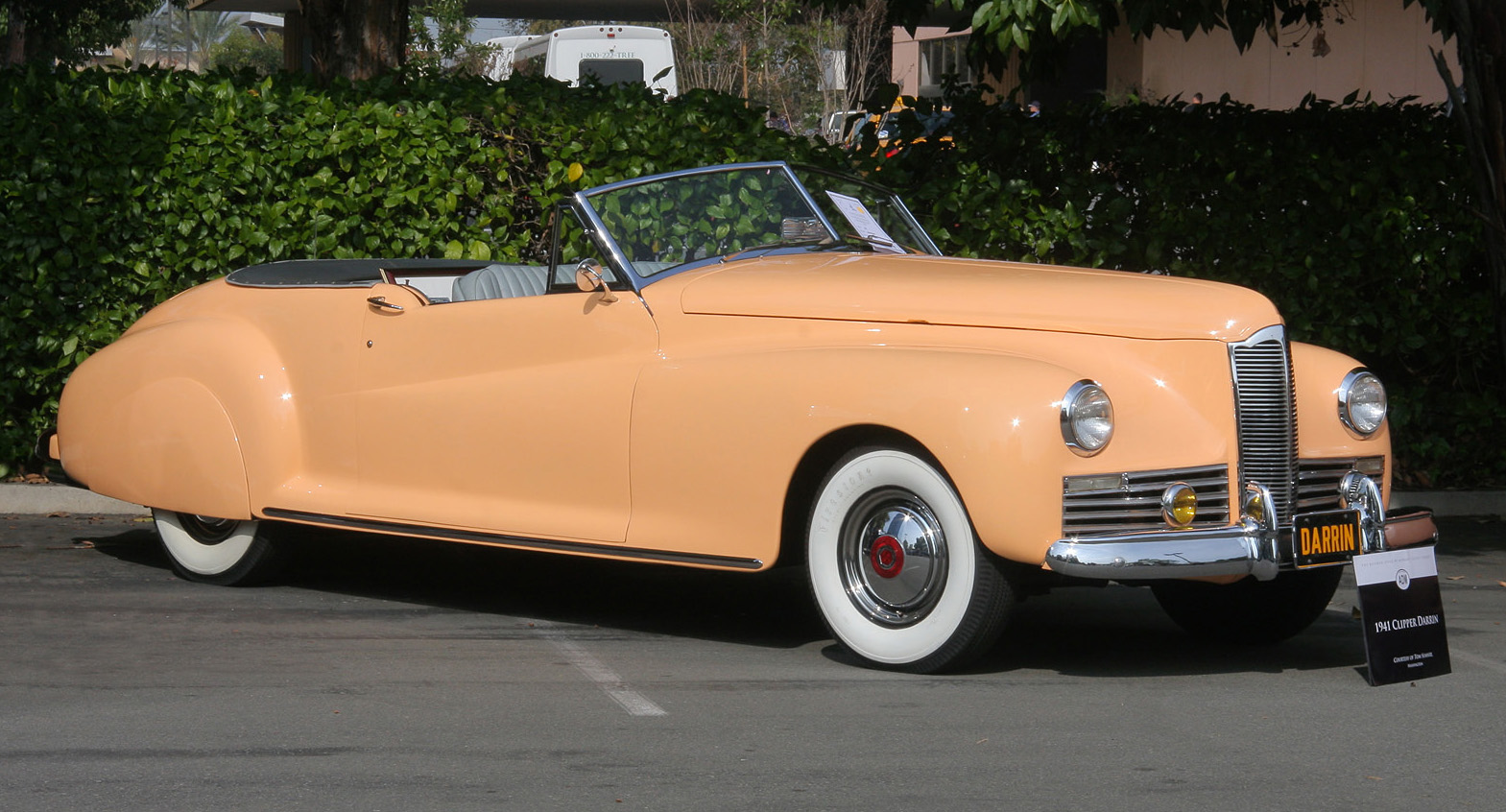
Packard Clipper Convertible Victoria von Darrin (1942)

Für die 20. Automobil-Serie, die ab 25. August 1942 in den Verkauf gelangte, war das Clipper-Konzept des Vorjahres deutlich ausgeweitet worden und in jeder der vier Modellreihen Six (119), Eight (120), Super Eight (160) und Custom Super Eight (180) gab es Clipper-Versionen. Neu stand mit dem Club Sedan nun auch eine zweitürige Version mit gerundetem Fließheck zur Auswahl.
Clipper Six und Clipper Eight teilten das Fahrgestell vom Vorjahr. Beide waren als Special und als luxuriöserer Custom erhältlich. Es gab je einen Touring Sedan und ein Club Coupe; der Special Six war außerdem als zweisitziges Business Coupe erhältlich; d. h. ein Club Coupe ohne Rückbank und mit Durchgang zum Kofferraum. Das so entstandene, geräumige Abteil war mit widerstandsfähigem Material ausgelegt. Ab Werk gab es nie eine offene Version des Clipper. Drei Exemplare entstanden in Handarbeit bei Darrin, eines davon für den Hollywood-Schauspieler Clark Gable. Die offenen Versionen von Six (110) und Eight (129) entsprachen bis auf einige Details dem jeweiligen Convertible des Vorjahres. Alle Modelle Nr. 2001, 2002 und 2003 (Six); 2033, 2023, 2004, 2005 und 2055 (Eight); 2006, 2007 und 2008 (Super-Eight), wurden an den Clipper angepasst und hatten die Stylingelemente des 1941 eingeführten Clipper.

### 1946–1947 (21. Serie)

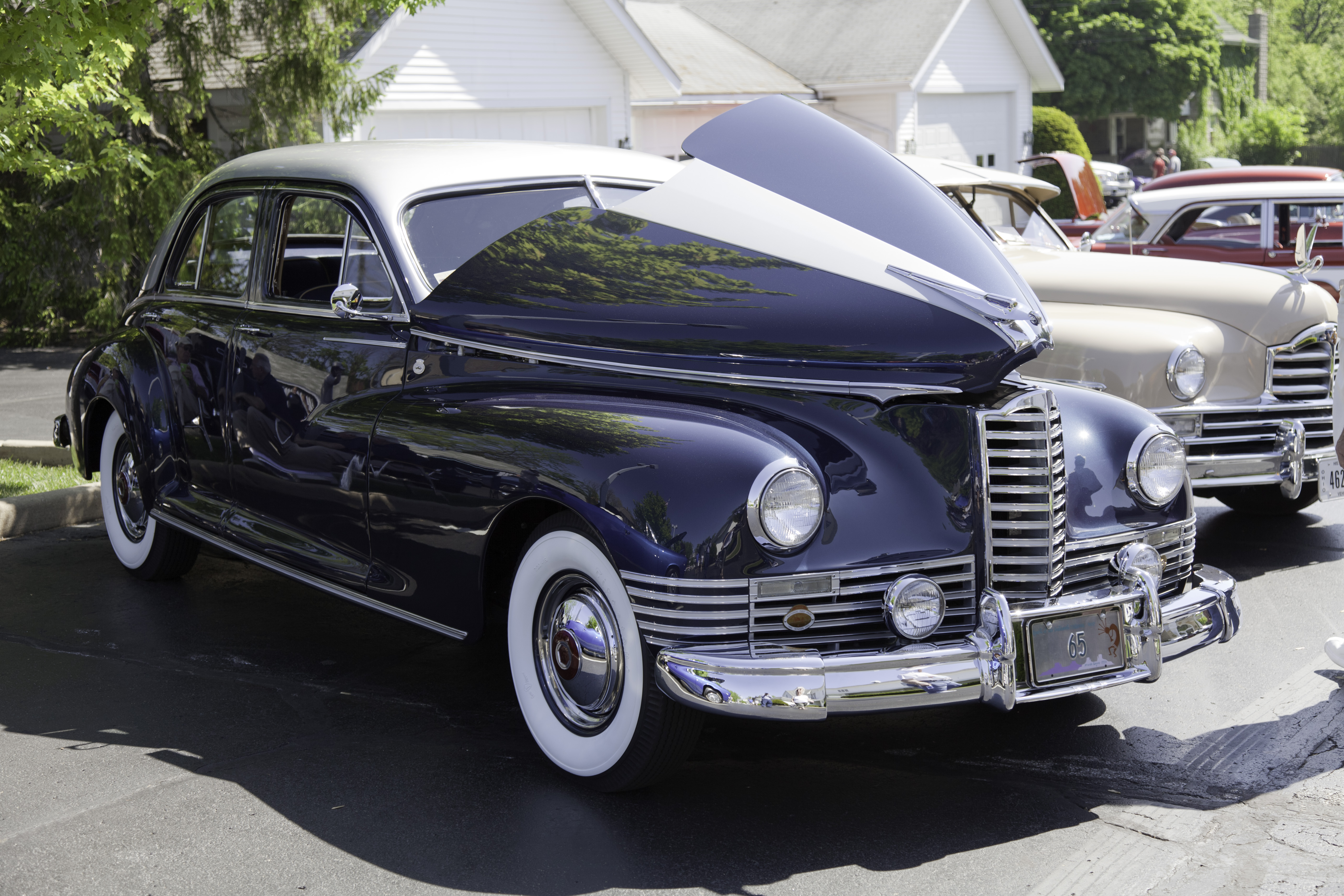
Packard Clipper Custom Super Touring Sedan Modell 2106-1622 (1947)

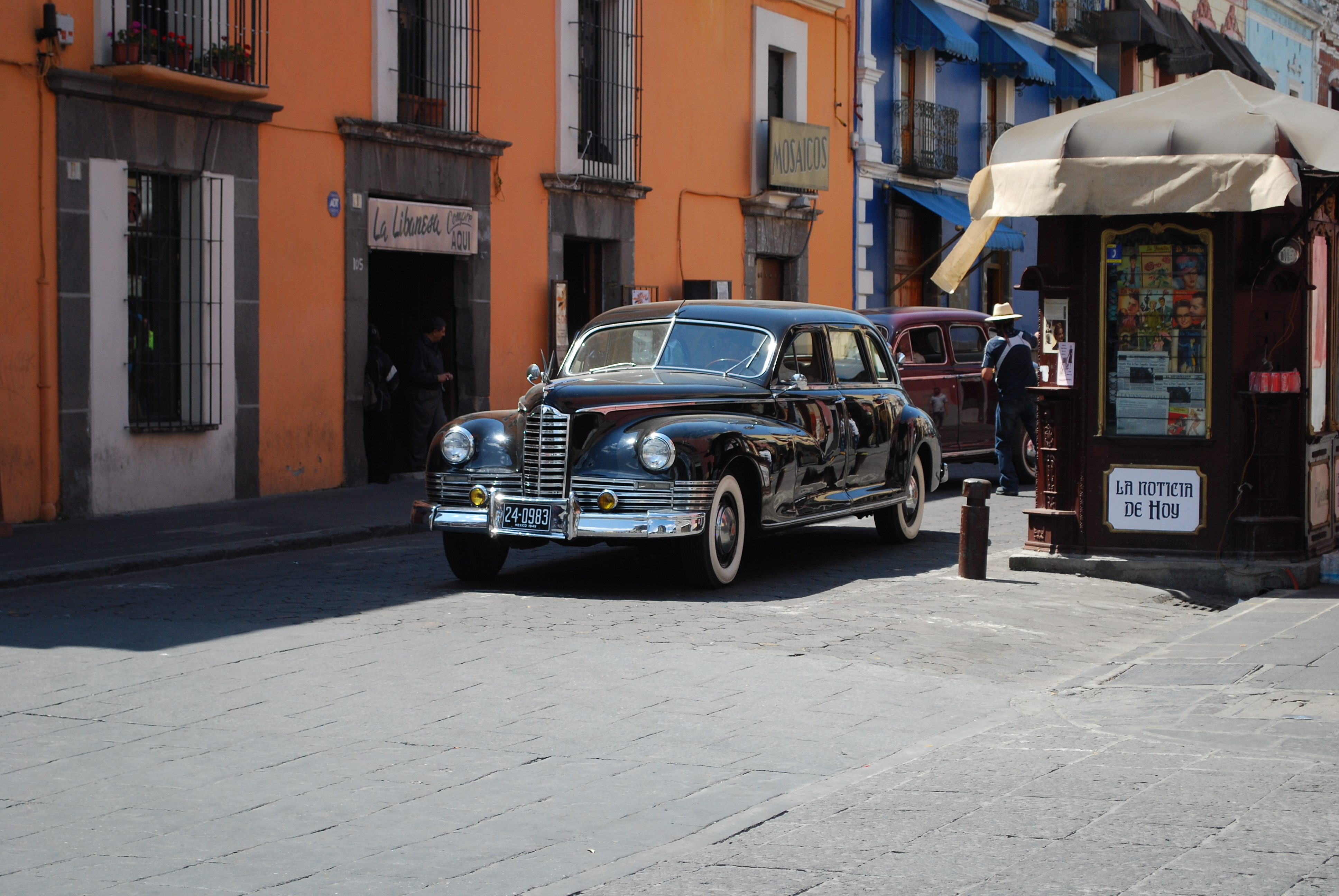
Packard Clipper Custom Super 21. Serie; Sedan oder Limousine auf langem Radstand für 9 Personen (1946–1947)

1946 und 1947 hatten alle Packard Karosserien im Stile des Clipper und wurden auch als Clipper bezeichnet. Sie bilden die 21. Serie welche am 19. Oktober 1945 mit dem Clipper Eight anlief. alle weiteren Modelle folgten erst am 18. April 1946. Die 21. Serie lief bis zum 7. September 1947, also über zwei Modelljahre. 1946er unterscheiden sich von 1947er Modellen nur durch die Fahrgestellnummern.
Neu gab es zwei Taxi-Versionen, eine davon mit langem Radstand.

## Clipper als Junior-Modell

### 1953 (26. Serie)

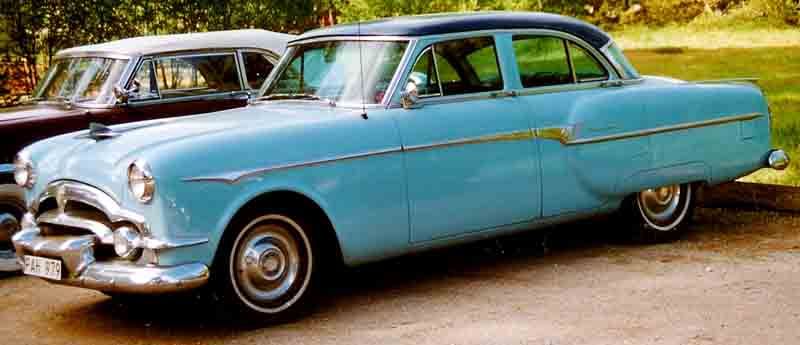
Packard Clipper Deluxe Touring Sedan Modell 2662 in Polaris Blue und Dach in Meridian Blue Metallic (1953). Die Reifen mit schmalen Weißwandringen sind nicht korrekt für dieses Modelljahr.

Der Name Clipper wurde mit Erscheinen von Packards 22. Automobil-Serie gestrichen, obwohl die von der Firma als neu entwickelte Autos angekündigten Fahrzeuge letztendlich nur umgestylte Clipper waren. In einer Zeit, in der die Firma praktisch jedes hergestellte Automodell verkaufen konnte, bestand ihr Präsident George Christopher auf eine Konzentration auf die niedrigpreisigen Autos, während der alte Konkurrent Cadillac sich eher dem Markt großer Fahrzeuge zuwandte.
Die 22. und 23. Automobil-Serie (ab Mitte 1949) hatte des „umgekehrte Badewanne“n-Styling, das in den späten 1940er-Jahren kurzzeitig beliebt war. Zum Nachteil der Firmen Packard, Nash, Hudson, Kaiser und Frazer führte zur selben Zeit General Motors Modelle ein, die flacher, kompakter und nicht so schwülstig waren. Das neue GM-Styling gewann bald die Gunst der Kunden, während die „Badewannen“ bald aus der Mode kamen.
Nach bitteren internen Querelen entschied sich das Management von Packard schließlich, die „Badewannen“ abzuschaffen und eine ganz neue 24. Automobil-Serie für das Modelljahr 1951 aufzulegen. Das „High Pocket“-Design (wegen der hohen Gürtellinie so genannt) war viel moderner und eindrucksvoller. Dennoch kämpfte Packard mit seinen Modellen 200 und 250 hart um den Mittelklassemarkt, der in diesen Jahren von Marken wie Oldsmobile, DeSoto und anderen dominiert wurde. James J. Nance wurde 1952 Präsident der Gesellschaft und bemühte sich sofort darum, die niedrigpreisigen Modelle von den teureren Packards abzusetzen. So beschloss er, die Modelle 200 und 250 in eine neue Modellreihe „Clipper“ münden zu lassen, die 1953 herauskam.
Nance wollte den neuen „Clipper“ ursprünglich als eigene Marke einführen, um die Mittelklasse abzudecken, die seiner Meinung nach das Image von Packard nach unten zog. Als das Gerücht bei den Packard-Händlern ankam, dass sie ihren Bestseller an eine neue Marke verlieren sollten, streikten sie. Zur Beruhigung der Situation ließ Nance den Clipper als Packard erscheinen, arbeitete aber weiter an der Abspaltung einer eigenen Marke. So wurde der Name Packard Clipper wieder eingeführt, bezeichnete aber jetzt die kleinen Modelle, die zuvor als Packard 200 angeboten worden waren. Das Management unterschied fortan sehr genau zwischen „Packard“ und „Packard Clipper“.
Den Clipper gab es in der Basisausstattung als viertürigen Touring Sedan (Modell 2692), zweitürigen Club Sedan (Modell 2695) und als „Sportster“ genanntes zweitüriges Hardtop. Die etwas gehobenere DeLuxe-Version war nur als Touring Sedan (Modell 2662) und Club Sedan (Modell 2665) erhältlich. Ein DeLuxe-Hardtop wurde nicht angeboten weil es praktisch baugleich mit dem Packard Mayfair (vormals 250) gewesen wäre. Das lag daran, dass in der Basisversion des Clipper zwar der kleine Reihenachtzylindermotor mit 288 ci (4719 cm³) mit 150 PS eingebaut wurde, der DeLuxe jedoch den größeren Reihenachtzylinder mit 327 ci (5359 cm³) besaß, der unter anderem auch im „Senior“-Modell Mayfair Hardtop Verwendung fand. Allerdings leistete er infolge niedrigerer Verdichtung im Clipper DeLuxe nur 160 PS statt der 180 in den „Senior“-Modellen.
Äußerlich unterschieden sich alle Clipper von den teureren Modellen durch einen glatten Chromstab im Kühlergrill, während dieser bei den teuren Modellen eingekerbt war. Alle Clipper saßen zudem auf dem Fahrgestell mit 3099 mm, das sie allerdings mit den Modellen Mayfair, Convertible und Caribbean teilten. Einzig die großen Limousinen Cavalier (vormals 300) und Patrician hatten ein längeres Chassis mit 3226 mm Radstand.
Die Sedan der Clipper-Basisreihe besaßen keine durchgehende Zierlinie an der Flanke, die Clipper DeLuxe hingegen hatten einen leicht geschwungenen Speer über die ganze Länge, wobei ungefähr in der Fahrzeugmitte ein Wappen auf diesem Chromschmuck prangte. Etwas aus der Reihe tanzte der Sportster, der zwar ein Standard-Modell war, dennoch aber den Trim des DeLuxe erhielt.

### 1954 (54. Serie)

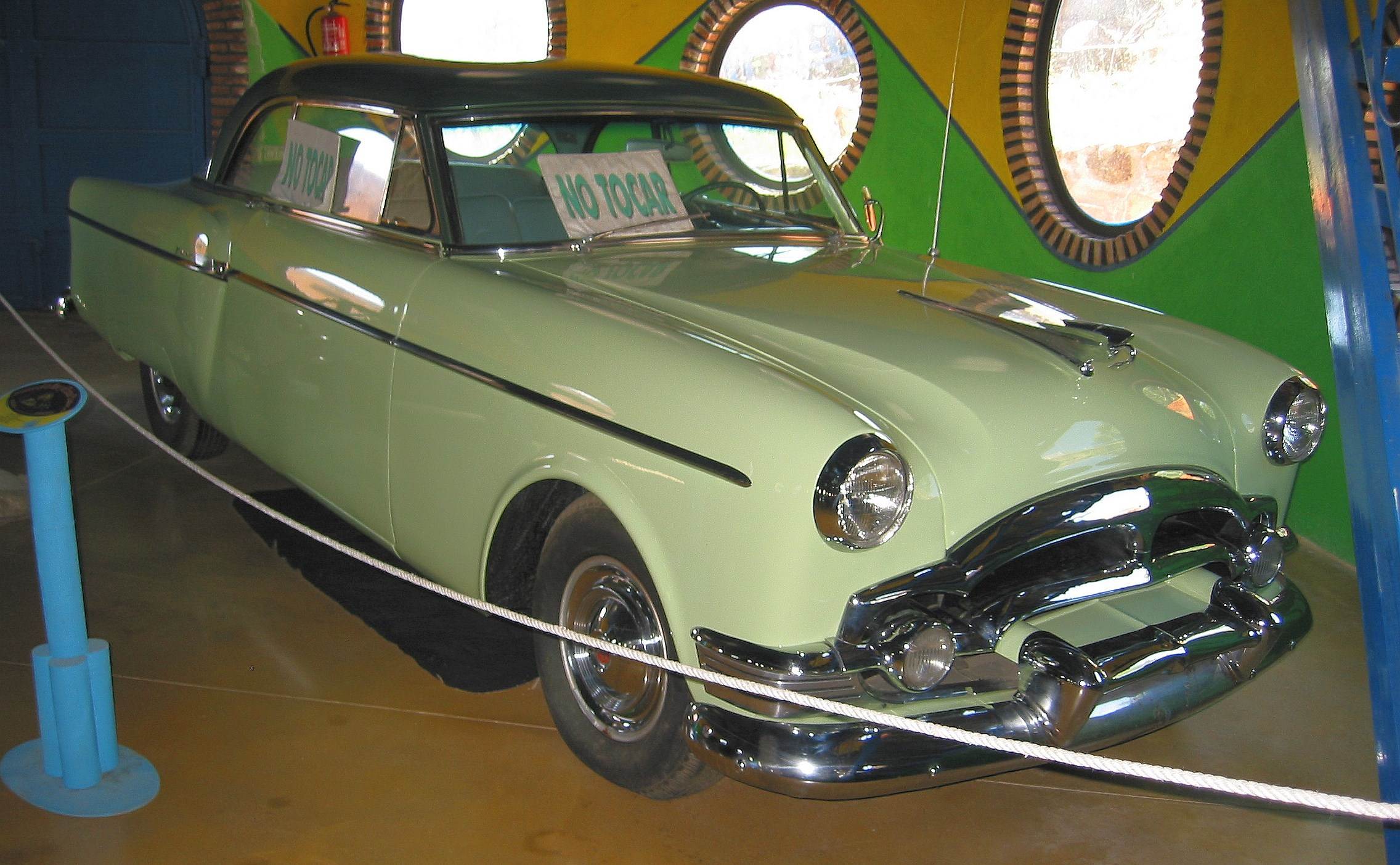
Packard Clipper Super Panama Modell 5467 (1954) in Bellevue Green mit Dach in Orchard Green poly. Ein Hardtop für den Clipper war neu für dieses Modelljahr

Für 1954 war eigentlich die Einführung innovativer neuer Technik geplant. Diese musste aber um ein Jahr zurückgestellt werden, weil sie sich nicht finanzieren ließ. Packard hatte nämlich seinen langjährigen Karosserielieferanten verloren und musste dringend eine Lösung suchen, weil man sonst ab 1955 ohne Karosserien dagestanden hätte. Diese Lösung lag in einem allerdings sehr knapp bemessenen neuen Werk an Detroits Conner Avenue, doch kostete der Erwerb und Totalumbau viel Geld. Die zweite schlechte Neuigkeit war, dass der Packard naheliegenderweise noch ein weiteres Jahr mit dem inzwischen veralteten Design auskommen musste, da ein neues logischerweise im neuen Werk implementiert werden sollte.
Entsprechend katastrophal verliefen die Verkäufe. Die eigentlich nur an kleinen „Hörnern“ über den Scheinwerfern und neuen Rücklichter von ihren Vorgängern unterscheidbaren Packard und Clipper hatten einen schweren Stand zumal die enorme Nachfrage nach neuen Autos nach Kriegsende sich jetzt endgültig normalisiert hatte und der Wettbewerb voll zurückgekehrt war.
Immerhin machte Packard jetzt mehr aus dem Vorhandenen, weil der zuvor allein dem Patrician vorbehaltene leistungsstärkste Motor mit 5835 cm³ (356 cubic inches) und 212 PS jetzt unter anderem auch dem Mayfair-Nachfolger Pacific zur Verfügung stand.
Die Clipper-Reihe umfasste jetzt drei statt zwei Ausstattungsstufen. Das Basis-Modell erhielt die Bezeichnung Special, der DeLuxe wurde die mittlere Reihe und die teuerste wurde der neue Super. Der Special behielt die Vorjahres-Motorisierung, war aber nur noch als Touring Sedan (Modell 5482) und Club Sedan (Modell 5485) erhältlich. Wiederum besaß dieses Modell keinen durchgehenden Flanken-Chromschmuck.
DeLuxe und Super teilten sich Technik und weitgehend auch Optik. Verwendet wurde der 327-cubic-inch-Achtzylinder, der jetzt auf 165 PS kam. Diesen Motor verwendete sonst nur noch der Cavalier Touring Sedan mit 185 PS. Der Seitenchrom war durchgehend. DeLuxe waren lieferbar als Touring Sedan (Modell 5492) und Club Sedan (Modell 5455) sowie neu auch als Sportster. Dies war aber kein Hardtop mehr, sondern eine spezielle Version des Club Sedan (Modell 5497). Käufer eines Clipper Super konnten – keine Überraschung – wählen unter dem Touring Sedan (Modell 5462), dem Club Sedan (Modell 5465) und endlich dem Panama Hardtop (Modell 5467).
Alle Clipper waren zweifarbig erhältlich, wobei nur das Dach in einer Alternativfarbe lackiert wurde. Je nach Ausführung gehörte dies zu Grundausstattung.
Noch während der letzte Packard des Jahrgangs vom Band rollte wurde hinter ihm bereits mit den Abbrucharbeiten an den Werksanlagen begonnen. Diese standen nach nur rund 100 Tagen Umbauzeit an der Conner Avenue wieder zur Verfügung.
Das Management war vermutlich froh, als das Verkaufsjahr 1954 zu Ende ging. Packard baute weiterhin hochwertige Automobile, und der Reihenmotor der größten Modelle leistete mehr als zum Beispiel der V8 von Cadillac. Trotzdem verlangte der Markt andere Fahrzeuge.
Packard konnte diese ab 1955 anbieten.

### 1955 (55. Serie)
1955 wurde Packard eine Marke der neu gebildeten Studebaker-Packard Corporation.

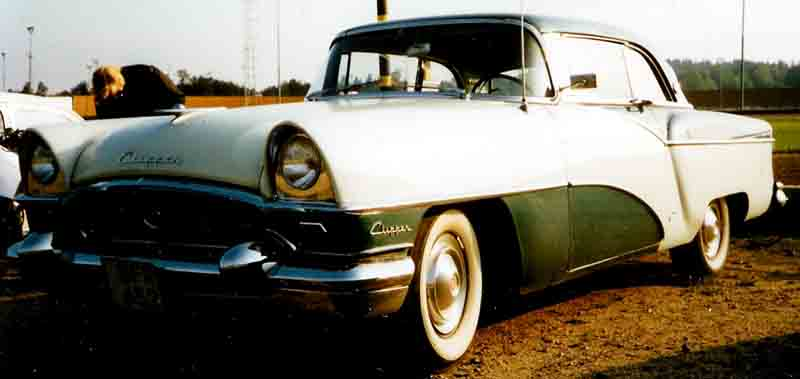
Packard Clipper Super Panama Modell 5547 (1955) in Moonstone mit Dach und Flanke vorn in Emerald.

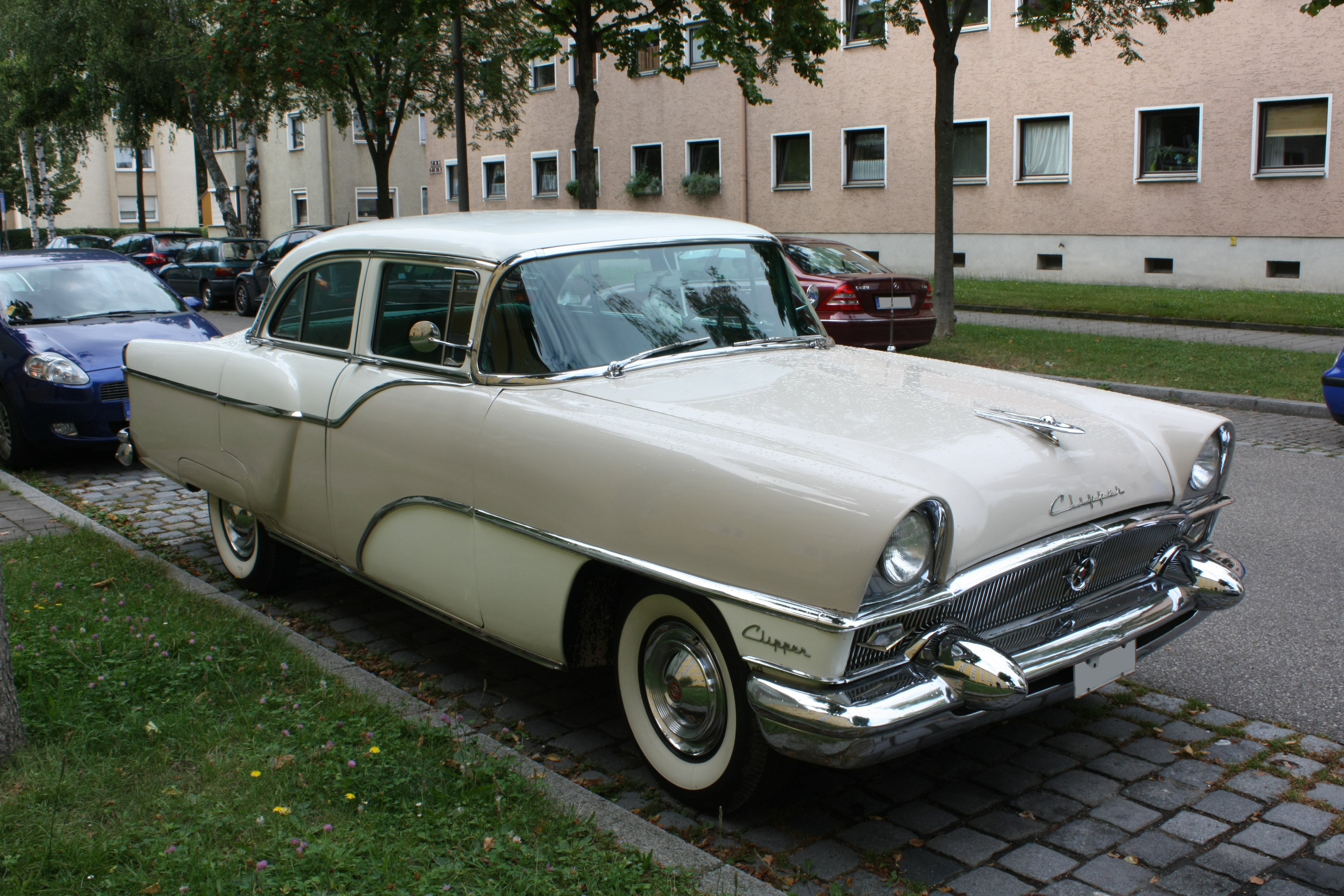
Packard Clipper Super Touring Sedan Modell 5542 (1955) in White Jade mit Dach und Flanke in Agate.

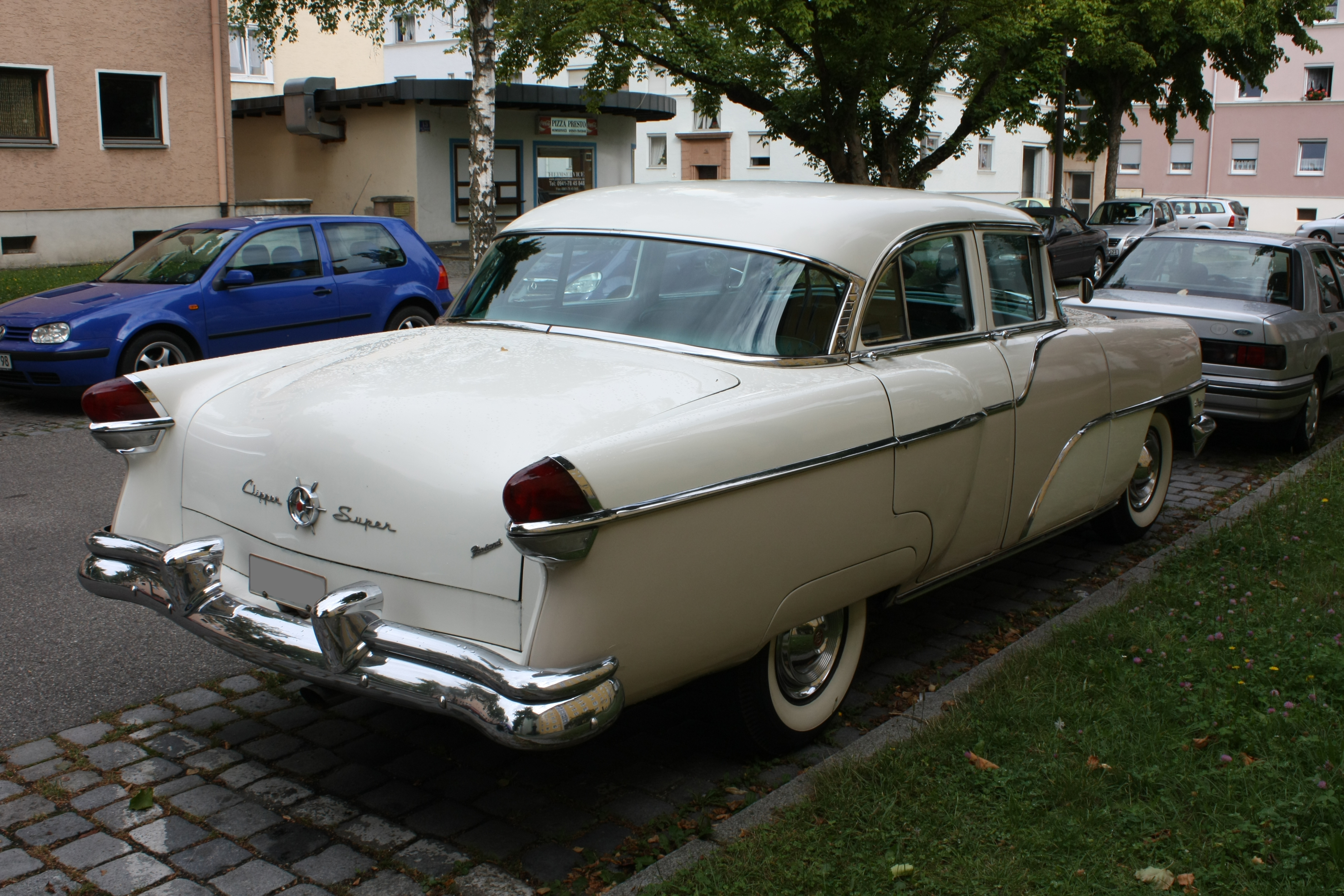
Der Kofferraumdeckel wurde vom Vorjahresmodell übernommen. Rückfahrlampen waren optional.

Wie alle anderen Modelle erhielt auch der Clipper eine moderne, innovative Technik. Erstmals trieb ein V8-Motor alle Packards an. Es war ein seit 1949 selber entwickeltes Triebwerk mit oben liegender Nockenwelle. Selbst die schwächste verfügbare Ausführung, die im Clipper Deluxe und Super verwendete Version mit 5245 cm³ (320 cubic inches), leistete mit 225 PS mehr als die 1954er Topmodelle mit einem Reihenachtzylinder von 356 cubic inches (5835 cm³) und maximal 212 PS. Zur Mitte des Modelljahrs änderte Packard die Form des Zylinderkopfs um Beanstandungen wegen klappernden Ventilen auszuräumen. Dies zog Aenderungen an Vergaser und Zündverteiler nach sich, hatte aber keinen Einfluss auf die Leistung. Der Clipper Custom erhielt den Motor mit 5801 cm³ (352 cubic inches) der großen Modelle, allerdings in einer leistungsreduzierten Variante mit 245 statt 260 PS. Serienmäßig war ein Dreiganggetriebe mit Lenkradschaltung für das es optional ein Overdrive gab. Mehr Komfort gab es mit dem aufpreispflichtigen Automatikgetriebe Twin Ultramatic. Es war die einzige von einem unabhängigen Autobauer entwickelte Vollautomatik auf dem Markt und eine Weiterentwicklung der Ultramatic von 1950. Sie konnte wahlweise als normaler Dreigänger oder mit mechanischem Kraftschluss gefahren werden.
Sehr innovativ war auch die Torsion Level Ride Aufhängung. Anfangs war sie den großen Modellen vorbehalten und – technisch gesehen – eine Option für den Clipper Custom; allerdings dürften kaum Exemplare ohne ausgeliefert worden sein. Es besteht im Wesentlichen aus zwei längs angeordneten Hauptdrehstäben plus zwei weiteren, die auf die Hinterachse einwirkten. Wenn sich ein dazwischen geschalteter, relaisgesteuerter Elektromotor aktivierte, funktionierte das System wie eine automatische Niveauregulierung: Es hielt das Auto stets eben und glich sogar die Zuladung im Kofferraum selbständig aus. Rivale Chrysler wurde damit auf dem falschen Fuß erwischt, hatte man doch dort gleichzeitig in allen Konzernmarken eine Drehstabfederung nur für die Vorderachse (Torsionaire) eingeführt. Das System wurde von den Packard-Leuten gebührend gelobt – versehen mit dem Hinweis, dass ihres doppelt so gut sei. Torsion Level Ride wurde ab Juli 1955 auch für den Clipper Super Option. Der Deluxe konnte damit nicht bestellt werden.
Zusätzlich zur neuen Technik gab es ein weitreichendes Facelift. Aus Kostengründen musste eine völlig neue Karosserie aufgeschoben werden aber das Team um Chefdesigner Richard Teague leistete dabei so gute Arbeit, dass man sehr genau hinsehen muss, um die Spuren des Grund-Designs von 1951 noch zu erkennen. Für viele Fachleute gilt das Packard-Facelift von 1955 zusammen mit jenem am Chevrolet 1957 für das gelungenste der Dekade. Das Ur-Design schimmert etwa an den Seitenscheiben durch, die relativ klein und hoch angesetzt sind, an der hohen Gürtellinie, die allerdings geschickt kaschiert wurde, oder an der fehlenden hinteren Panoramascheibe. Eine solche wurde mit Chromzier vorgetäuscht, ganz im Gegensatz zu vorne, wo eine echte Panoramascheibe eingefügt worden war. Kofferraumdeckel und Schlusslichter wurden vom Vorjahresmodell übernommen.
Eine zusätzliche Herausforderung an die Designer stellte die Vorgabe dar, den Clipper mit möglichst geringen Kosten möglichst stark von den großen Modellen abzuheben, dabei aber die Familienähnlichkeit zu wahren. Teague löste das Problem, indem er je eine Kühlermaske für die großen Modelle und den Clipper entwarf. Die Packard-Version hatte ein Gitter aus massiven Stäben, der Clipper erhielt eines mit dünnen, vertikal eng angeordneten Stäben. Außerdem gab es für den Clipper ein eigenes Logo mit einem Schiffssteuerrad als Motiv, das außen und innen an verschiedenen Stellen angebracht war. Während die Chromzier der großen Modelle auf geraden Linien aufgebaut war, entschied man sich beim Clipper für mehr geschwungene Linien. Ein Chromstab führt etwa ab Wagenmitte zum Heck. Dazu kommt ein Chromstab, der als optische Verlängerung des oberen Kühlerrahmens beginnt und in der Tür etwa auf Höhe der Ausstellfenster ausläuft. Bald zeigte sich, dass Konkurrenzmodelle von Pontiac für 1955 ganz ähnlich gestaltet waren. Teague löste das Problem elegant, indem er den vorderen Chromstab nach unten verlängerte. Das so entstandene Feld eignet sich natürlich hervorragend für eine Alternativfarbe.
Dass auch das alte Chassis übernommen wurde erkennt man am besten unter der Motorhaube. Wo zuvor ein langer Reihenachtzylinder-Motor gesessen hatte, duckte sich nun ein sehr kurzer V8-Motor. Die Techniker behalfen sich mit einer riesigen Abdeckung zwischen Motor und Kühlergrill um den dort gähnenden Hohlraum zu verstecken.
Der erzwungene Umzug in ein neues Karosseriewerk an der Conner Avenue machte ein gestrafftes Programm erforderlich; im Prinzip gab es nur die Karosserievarianten „Touring Sedan“ (viertürig), Hardtop (zweitürig) plus das Cabriolet Caribbean in der großen Baureihe. Sondermodelle wie etwas die Ambulanz- und Bestattungsfahrzeuge von Henney waren nicht mehr erhältlich. Erstmals gab es nun eine strikte Trennung von Packard und Packard Clipper: Die großen Modelle saßen alle auf einem 3226-mm-Radstand, alle Clipper auf einem solchen mit 3099 mm. Zuvor waren Convertible, Pacific und Caribbean ebenfalls auf dem kurzen Chassis aufgebaut. Außerdem wurden nur noch drei Packard (Patrician, Four Hundred und Caribbean) angeboten sowie drei Modellreihen des Packard Clipper. Die Bezeichnung Panama für das Clipper Super Hardtop wurde beibehalten. Die neue Variante in der Clipper Custom-Reihe hieß Constellation.
| Serie | Modellbezeichnung | Modell-Nr. | Karosserie                    | Produktion | Listenpreis |
| ----- | ----------------- | ---------- | ----------------------------- | ---------- | ----------- |
| 5540  | Clipper Deluxe    | 5522       | Touring Sedan 4-türig         | 8039       | US$ 2586    |
| 5540  | Clipper Super     | 5542       | Touring Sedan 4-türig         | 7979       | US$ 2685    |
| 5540  | Clipper Super     | 5547       | Hardtop 2-türig               | 7016       | US$ 2775    |
| 5560  | Clipper Custom    | 5562       | Touring Sedan 4-türig         | 8708       | US$ 2925    |
| 5560  | Clipper Custom    | 5567       | Hardtop Constellation 2-türig | 6672       | US$ 3075    |

 Insgesamt 8039 Clipper Deluxe, 14.995 Super und 15.380 Custom wurden im Modelljahr 1955 gebaut.

### 1956 (56. Serie)

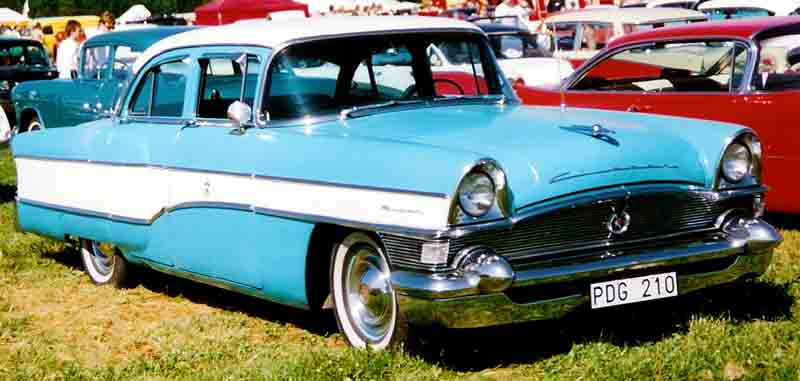
Clipper Super Touring Sedan Modell 5642 (1956) in Danube Blue und Dover White.

Im Modelljahr 1956 wurde der Clipper schließlich zur eigenen Marke, wie Nance es gewünscht hatte, aber viele Fachleute glauben, es war zu spät. Er wurde von der Packard-Clipper-Division der Studebaker-Packard Corporation hergestellt.
Die Modellzusammensetzung blieb unverändert: Ein Touring Sedan als einziges Angebot in der Deluxe-Reihe und je ein Touring Sedan und ein 2-türiges Hardtop für Super und Custom. Alle Clipper erhielten nun den großen V8 des Vorjahres mit 5835 cm³; die Version mit 5245 cm³ entfiel ganz. Die großen Packard erhielten eine auf 6,2 Liter vergrößerte Version dieses Motors. Clipper leisteten nun 240 PS (Deluxe und Super) oder 275 PS (Custom). Letzterer, deutlich leichter als die Packard-Modelle aber fast so stark wie sie mit ihren 290 PS, galt als stärkstes und am besten zu beherrschendes Fahrzeug seiner Klasse. Torsion Level Ride war nun durchweg Standardausstattung; einzig der Deluxe konnte zum gleichen Preis mit konventioneller Federung bestellt werden. Ein neues Zubehör (52 US$) war die elektrische Bedienung des Automatikgetriebes mit Drucktasten über ein Panel an der Lenksäule. Die Bezeichnung Panama für das Super Hardtop entfiel zumindest offiziell.
Die Packard-Händler wurden genötigt, auf Franchise-Basis Clipper zu verkaufen, aber wiederum beschwerten sich viele, und bald erschienen auf den Clipper-Modellen aus Detroit wieder Packard-Aufschriften am Heck. Entgegen der Strategie von Nance gab es die neuen Embleme auch für die Autos, die – bereits produziert – auf den Höfen der Händler überall im Lande standen.
Mit der jährlichen Überarbeitung und der Einführung der Marke Clipper ging auch ein deutlicher Preisanstieg einher, was ebenfalls nicht verkaufsförderlich war. Das verkürzte Modelljahr 1956 dauerte vom 3. November 1955 bis 25. Juni 1956. Insgesamt wurden 5715 Deluxe Sedan, 9172 Super (5173 Sedan und 3999 Hardtops) sowie 3685 Custom (2219 Sedan und 1466 Hardtops) gebaut. Nachdem der Clipper Custom ab 15. Mai 1956 durch den Packard Executive ersetzt worden war, müssen dessen Produktionszahlen fairerweise hier addiert werden: 1784 Sedan und 1031 Hardtops.
Im Sommer 1956 war Studebaker-Packard in ernsten finanziellen Schwierigkeiten. Die Packard- und Clipper-Modelle waren weit von profitablen Preisen entfernt und die Geldgeber der Firma weigerten sich, weiteres Geld für neue Maschinen locker zu machen, die Nance ermöglicht hätten, wie ursprünglich geplant, für die Karosseriekomponenten der drei Marken eine Gleichteilestrategie zu fahren. Ende Juli verließen die letzten Packard und Clipper die Bänder in der Fabrik in der Conner Avenue in Detroit. Niemand wusste, wie es weitergehen sollte.
1956 Clipper und Packard mit 122-Zoll-Fahrgestell
| Serie | Modellbezeichnung | Modell-Nr. | Karosserie                    | Produktion | Listenpreis |
| ----- | ----------------- | ---------- | ----------------------------- | ---------- | ----------- |
| 5640  | Clipper Deluxe    | 5622       | Touring Sedan 4-türig         | 5715       | US$ 2505    |
| 5640  | Clipper Super     | 5642       | Touring Sedan 4-türig         | 5173       | US$ 2631    |
| 5640  | Clipper Super     | 5647       | Hardtop 2-türig               | 3999       | US$ 2677    |
| 5660  | Clipper Custom    | 5662       | Touring Sedan 4-türig         | 2129       | US$ 2680    |
| 5660  | Clipper Custom    | 5667       | Hardtop Constellation 2-türig | 1466       | US$ 2908    |
| 5670  | Packard Executive | 5572       | Touring Sedan 4-türig         | 1748       | US$ 3465    |
| 5670  | Packard Executive | 5677       | Hardtop 2-türig               | 1031       | US$ 3560    |

 Das Modelljahr dauerte vom 3. November 1955 bis 25. Juni 1956, wobei der Clipper Custom am 15. März durch den Packard Executive ersetzt wurde. Die Gesamtproduktion belief sich auf 18.572 Stück (ohne Exporte).
Allen Clipper und Packard Executive gemein ist der ohv-V8-Motor mit 352 cubic inches Hubraum (5801 cm³), der im Deluxe und Super 240 HP (SAE) bei 4600/min leistete. Custom und Executive hatten eine höher verdichtete Version dieses Triebwerks mit 275 HP (SAE) bei 4600/min.

### 1957
Nach der Schließung des Packard-Werkes in Detroit schloss Studebaker-Packard ein Managementabkommen mit der Curtiss-Wright Company. Unter dem Curtiss-Wright-Präsidenten Roy T. Hurley genehmigte der neue Präsident von Studebaker-Packard, Harold Churchill, eine neue Packard-Produktion im Studebaker-Werk in South Bend (Indiana). Die neuen Packards, die eigentlich die Linie der großen Packard-Wagen fortsetzen sollten, teilten sich die viertürige Limousinen-Karosserie mit dem Studebaker President; es gab auch einen fünftürigen Kombi. Die Werkzeugkosten für den neuen Packard wurden auf ca. 1 Mio. US-$ geschätzt. Man ließ jedoch den Namen Packard Executive fallen und alle 1957er-Modelle hießen „Packard Clipper“.
Um die Werkzeugkosten möglichst niedrig zu halten, verwendete man Ausstattungsdetails des 1956er Clipper. Man wollte damit den 1957er Packard vom Studebaker President unterscheiden. Beispielsweise verwendete man den schmaleren Packard-Stoßfänger vorne und die Rückleuchten und Radkappen des 1956er Clipper. Das Armaturenbrett entsprach dem der beiden Vorjahre. Insgesamt sah der neue Packard Clipper nun aus wie ein glitzernder Studebaker.
Als die Packard-Händler das resultierende Auto in regionalen Präsentationen sahen, war die Antwort schnell, ärgerlich und laut. Viele Händler meinten, der Clipper sähe dem Studebaker, der die Basis bildete, zu ähnlich, und gaben die Packard-Vertretung ganz auf. Es wurden dann auch nur 4.809 Stück verkauft, fast nur Limousinen. Kritiker belegten das Auto mit dem Schandnamen „Packardbaker“.
Um eine Maschine, deren Leistung eines Packards würdig war, einbauen zu können, versah man einen 4,7 Liter – V8 – „Small Bloc“ von Studebaker mit einem McCulloch-Radialkompressor, was ihm eine Leistung von 275 bhp (202 kW) verlieh, wie dem Packard des Vorjahres. Der Studebaker Golden Hawk bekam die gleiche Maschine. Da die Packards auf Studebaker-Basis deutlich leichter waren als die Packards des Vorjahres, waren die Fahrleistungen dieser 1957er Packards für ihre Zeit beachtlich.
Der Journalist und Geschichtsschreiber Richard Langworth bemerkte, dass diese Fahrzeuge zwar keine echten Packards, aber sehr gute Studebaker wären.
1958 ließ man den Namen Clipper fallen und die wenigen hergestellten Autos (viertürige Limousinen, fünftürige Kombis und zweitürige Hardtop-Coupés) kannte man nur als „Packard“. Die einzige Ausnahme war der Packard Hawk, eine Ableitung des Studebaker Golden Hawk.